# وادي الصيرة (حزم العدين)

تعديل مصدري - تعديل

وادي الصيرة محلة تابعة لقرية الدرداء، التابعة لعزلة الاصيور بمديرية حزم العدين إحدى مديريات محافظة إب في الجمهورية اليمنية، بلغ تعداد سكانها 55 حسب تعداد اليمن لعام 2004.